# EDEN (음악가)
EDEN으로서 잘 알려진 조나단 응(Jonathon Ng, 1995년 12월 23일 ~ )은 아일랜드의 가수, 작곡가, 멀티 인스트루멘탈리스트이자 음반 제작자이다. 그는 이전에 The Eden Project 로서 활동하였으며, 2015년부터 EDEN으로 예명이 바뀌었다. The Eden Project 시절의 작품들은 덥스텝, 드럼 앤 베이스, 일렉트로닉 댄스 뮤직의 전통적인 스타일을 특징으로 하였으며, EDEN 으로서는 인디팝 스타일로 진출하였다.
응은 The Eden Project 로서 6개의 앨범과 40개 이상의 곡을 발매하였다. EDEN 으로서, 그의 데뷔 앨범인 End Credit 은 자신의 음반사인 MCMXCV에서 발매하였다. 그의 두번째 앨범, I think you think too much of me는 2016년 8월 발매되었을 때 첫번째 차트 음악으로서 아일랜드 앨범 차트 43위를 차지하였다.
EDEN 의 스튜디오 데뷔 앨범 Vertigo 가 2018년 1월 19일에 발매되어 월드 투어가 지원될 예정이다.

## 어린 시절
Jonathon Ng는 1995년 12월 23일 아일랜드 더블린에서 아일랜드인 어머니와 중국인 아버지 사이에서 태어났다. 그는 7살때부터 바이올린을 배웠으며 나중에는 피아노, 기타와 드럼을 스스로 터득했다.

## 음악 활동

### 2013–2015
응은 2013년 The Eden Project 로서 트랙을 독립적으로 출시하기 시작하며 프로모션 네트워크를 통해 인기를 얻었다. 2014년에는 Kairos 라는 앨범을 발매했다. Kairos 에서는 "Statues" 와 "Chasing Ghost"를 통해 다른 스타일의 음악들을 실험했다. 2014년 10월, 그는 앨범 Entrance를 출시했다. 그의 인디트랙 "Circles"는 그의 친숙한 일렉트로닉 스타일을 대조하였다. 그의 가장 인기있는 트랙은 평소와는 다른 사운드였다. 2014년 12월 10일에, 그는 Monstercat 을 통하여 뉴욕에 기반을 둔 제작자 Puppet 의 트랙 "Scribble"에 출연하였다. 2015년에는 Bipolar Paradise 앨범을 통해 인디 스타일을 더욱 발전시켰다. 그의 트랙 "Fumes"는 유튜브에서 900만 회 이상의 조회수를 기록했다. 그는 나중에 The Eden Project 로서의 활동을 중단하고 마지막 앨범인 Final Call 을 발매하였다. 여기에는 두 개의 커버가 포함되었는데, 테일러 스위프트의 "Blank Space" 와 비욘세의 "Crazy in Love" 가 포함되었다. "Times Like This"는 공식적으로 그의 이전 별칭으로서 발표된 마지막 노래이다.

### 2015-2016
응은 Final Call 의 출시 이후 EDEN으로 그의 별칭을 변경하고 2015년 봄에 새로운 작품을 녹음하기 시작했다. 앨범 End Credits 은 8월 8일 영국 기반의 label Seeking Blue Records 와 응의 인쇄물 MCMXCV를 통해 전 세계에서 무료로 다운로드할 수 있도록 출시되었다. 이 앨범은 인디 팝과 보컬을 중시하는 얼터너티브 전자 음악으로 구성되었다. 2개의 싱글 곡인 "Nocturne" 와 "Gravity"는 각각 6월과 7월에 발매되었다. 전체적으로 앨범은 스트리밍 플랫폼인 SoundCloud에서 1,400만 회 이상의 재생수를 기록했다.
3월 22일, 응은 더블린, 런던, 토론토, 뉴욕, 로스앤젤레스, 샌프란시스코에서 열리는 콘서트에서 End Credits 투어를 시작했다. 티켓은 일주일 만에 매진되었고, 수요로 인해 뉴욕에 추가 공연장이 세워졌다. 투어는 4월 8일에 종료되었다.
응은 End Credits 투어 직후 2016년 8월 19일에 새로운 앨범 "I think you think too much of me"를 발매한다고 발표했으며 2016년 6월 10일에는 보컬과 악기에 중점을 둔 첫 번째 싱글 곡 "Sex"를 발매하였다. 한 달 뒤인 2016년 7월 15일 공식 발매 하루 전에는 빌보드에서 다음 싱글곡 "Drugs"를 초연했다. 앨범은 이전 The Eden Project 에 소속되어 발매되었던 "Fumes"에 Gnash를 특별히 포함시켰고, The Eden Project 의 2곡을 다시 발매했으며 "XO" 와 "Circles" 을 다시 녹음했다. 발매 후, 아일랜드 앨범 차트에 오른 앨범은 응의 첫번째 차트 음악이 되었다.
2016년 9월 7일, 응은 360도 가상현실 동영상으로 "Drugs" 의 두번째 뮤직 비디오를 출시했다. 그 동영상은 일주일 만에 150만 회의 페이스북 조회수를 모았다.

응이 승격한건 2016년 6월 7일 캐나다 브리티시컬럼비아주 밴쿠버에서 시작된 I think you think too much of me 앨범의 Futurebound 투어를 통해서였다. 이 투어에는 북미와 유럽에서 33회의 공연이 있었으며, 11월 26일 프랑스 파리에서 최종 공연을 했다.

### 2017-현재
응은 2017년 여름에 축제 투어에 나섰다. 그는 또한 각 쇼에서 그들의 경험을 촬영하고 스냅챗 계정에 올릴 몇 명의 팬을 선정했다. 9월 2일 응은 일렉트릭 피크닉에서 축제 시즌 마지막 쇼를 선보였다. 그는 촬영 중 지난 1월 자신의 사운드 클라우드 계정에 유출된 곡인 'start//end'의 정식 버전을 초연했다.
9월 28일, "start//end"는 다가오는 앨범 vertigo의 첫 번째 싱글로서 모든 주요 음악 플랫폼에서 발매되었다. 싱글에는 뮤직비디오가 곁들여져 유튜브 조회수 100만 건을 돌파했다. 이 동영상은 유럽, 북미, 일본, 한국 등 여러 곳에서 촬영되었다.
2017년 11월 8일, 응은 소셜 미디어에 새 싱글을 발매할 것을 암시했다. 11월 8일과 9일, EDEN의 웹사이트에는 전세계 여러 곳에 숨겨져 있는 포스터를 찾기 위해 사람들이 뒤지는 좌표가 표시되었다. "gold"는 2018년 3월부터 5월까지 이어지는 'Vertigo World Tour'의 발표와 함께 2017년 11월 10일 공식 출시되었다. EDEN의 3번째 싱글 앨범인 "crash"는 2017년 12월 8일 Spotify와 iTunes에서 발매되었다.
Vertigo는 2018년 1월 19일에 발매되었다. EDEN은 앨범 프로모션으로 2018년 3월에 Vertigo World Tour를 시작했다. 이 투어는 11월 27일에 마무리되어 8개월 동안 진행되었다. 이 투어에는 67번의 공연이 있었고 북미에서 50번, 유럽에서 12번, 오세아니아에서 5번이 진행되었으며, 베리테(VÉRITÉ), 케이시 힐(Kacy Hill), 사샤 슬론(Sasha Sloan) 등의 가수들이 EDEN의 개막 공연에 참여하였다.
2018년 6월 29일, 응은 Vertigo World Tour에서 연주된 곡 모음곡에서 "about time"을 발표했으며, Vertigo World Tour 파트 2와 파트 3 사이의 휴식 시간에 발매되었다. 2019년 4월 24일에는 싱글 "909"를 발매했다.